# جورج دبليو. هوسكينز
جورج دبليو. هوسكينز (بالإنجليزية: George W. Hoskins)‏ هو لاعب كرة قدم أمريكية أمريكي، ولد في 1 أكتوبر 1864 في فيلادلفيا في الولايات المتحدة، وتوفي في 22 يناير 1958 في سينسيناتي في الولايات المتحدة.